# Ferdinando Show
Ferdinando Show foi late-night talk show brasileiro, apresentado pelo humorista Marcus Majella que foi exibido pelo Multishow. Definindo-se basicamente como um programa de entrevistas, a atração também mistura entretenimento, música e humor.

## O programa

### Talk show
O famoso "concierge" da Pensão da Dona Jô em Vai que Cola agora tem um programa para chamar de seu. No formato de programa de entrevistas e com uma plateia de 150 pessoas, Ferdinando Show traz entrevistas com personagens conhecidos do público e também com personalidades. O cenário reproduz a recepção de um hotel 5 estrelas e conta ainda com uma DJ, Zelda, e belos assistentes de palco. No início de cada episódio, Ferdinando performa hits de famosas cantoras como Madonna, Katy Perry, Beyoncé, Sia, Lady Gaga, Ivete Sangalo, Wanessa e Shakira.
"É como se fosse um universo paralelo do personagem, é o sonho realizado do Ferdinando. Ele não gosta de trabalhar na Pensão da Dona Jô e sempre imagina ser o concierge de um hotel cinco estrelas. E as apresentações que ele faz na Quinta Gay aqui ganham mais glamour, têm figurino, coreografia e bailarinos", declarou Marcus Majella.

### O Game
O "concierge" mais famoso do Brasil volta ao Multishow em outubro com um programa totalmente diferente! Ferdinando comanda o game show mais louco da sua televisão com convidados mais que especiais. A disputa é feita entre duas celebridades, seus convidados de seu convívio pessoal e um "Ferdinandito" (assistentes de palco) sorteado pelo programa, totalizando 3 participantes por equipe representados pelas cores amarelo e azul. São realizadas 4 provas no total. A equipe vencedora ganha um troféu do programa e o convidado da celebridade ganha R$3 mil em dinheiro. Em caso de empate o premio em dinheiro é repartido aos dois convidados. Sua primeira temporada nessa versão foi exibida de 22 de outubro de 2018 á 9 de novembro do mesmo ano contendo 15 episódios, sendo exibidos de segunda a sexta as 22:00.
"O formato de game show gera muita repercussão e agrada ao público, aos convidados, e a plateia presente", "Cada integrante tem uma individualidade marcante, isso agrega muito ao programa, que mescla humor, resistência física e agilidade nos jogos de perguntas e respostas", declarou Marcus Majella.

## Equipe

### Apresentador
- Marcus Majella (como Ferdinando)[7]

### Assistentes de palco
- Nicole Bahls (2016–17)[8]
- Jonathan Dobal (2015–17)
- Guilherme Trestini (2015)[9]
- Lucas Viana (2016–17)
- Thiago Jannuzzi (2016–17)
- Marcelino Miranda (2016)
- Mathews Colares (2017)[10]

### Painelistas (do game)
- Nicole Bahls (2018)
- Gominho (2018)
- Aline Riscado (2018)
- Rapha Lima (2018)

## Quadros
Do talk show
- Quem quer se montar?
- Soletrando palavras pintosas.
- Você perde um aqué para o bofe.
- Desáfio Babadeiro

Do game show
- Quiz pensa rápido
- Bomba
- Quiz pop
- Caindo na dança
- Estica e puxa
- Subindo na vida
- Essa estrelinha é minha
- Mão boba
- Quem tá fora quer entrar
- Pirando o cabeção
- Piscina de emoji

## Episódios

### 1ª temporada (2015)
| N.º | Data de exibição       | Convidado(s)                                      |
| --- | ---------------------- | ------------------------------------------------- |
| 1 | 10 de agosto de 2015   | Bicha Bichérrima                                  |
| O concierge mais purpurinado da TV nacional ganhou um programa inteiro só pra ele! No seu primeiro episódio, Ferdinando recebe uma bicha que é destruidora mesmo: a Bicha Bichérrima, personagem do hilário Paulo Gustavo, vai botar a cara no sol no Ferdinando Show! Orgulhoso de sua conquista, Ferdinando resolve TOMBAR logo na abertura e arrasa com uma performance da diva Madonna! E pra provar que é generoso e tem amor ao próximo, ele ainda escolhe um participante tristinho da plateia para se transformar numa drag poderosa. |                        |                                                   |
| |                        |                                                   |
| |                        |                                                   |
| 2 | 12 de agosto de 2015   | Anitta                                            |
| Este é o dia do verdadeiro show das poderosas! Ferdinando e a maravilhosa Anitta vão lacrar numa entrevista bafônica no Ferdinando Show! Além de contar babados sobre sua carreira para matar a curiosidade dos fãs, a diva ainda participa do quadro "Você perde um aqué para o bofe". |                        |                                                   |
| |                        |                                                   |
| |                        |                                                   |
| 3 | 13 de agosto de 2015   | Narcisa Tamborindeguy e Ex-Viado                  |
| Ai, que loucura, ai, que tudo, ai, que badaloooo! A convidada deste episódio é a maravilhosa Narcisa Tamborindeguy, uma mulher chique, fina, do high society, a cara do Ferdinando Show! E vamos também conhecer um caso raríssimo que a ciência está estudando: um ex-viado vai dar entrevista no Ferdinando Show! Isso mesmo: ex-viado! Só acredita vendo? Então vem ver! |                        |                                                   |
| |                        |                                                   |
| |                        |                                                   |
| 4 | 14 de agosto de 2015   | Jefinho do Pagode                                 |
| Quem conhece o Ferdinando sabe que ele é a cara da riqueza e nasceu pro glamour, mas, fazer o quê, não dá pra negar que ele veio do Méier, né? A pessoa pode até sair do subúrbio, mas o subúrbio não sai da pessoa nunquinha! Por isso é que hoje o Ferdinando Show vai receber um suburbano maravilhoso: Jefinho do Pagode, autor do hit “Xavasca Guerreira”! |                        |                                                   |
| |                        |                                                   |
| |                        |                                                   |
| 5 | 15 de agosto de 2015   | Gabi Herpes                                       |
| Olha que emoção: Ferdinando sempre fez suas performances na pensão da Dona Jô sonhando com o dia em que daria entrevista para Gabi Herpes. E hoje é ela quem está no Ferdinando Show! |                        |                                                   |
| |                        |                                                   |
| |                        |                                                   |
| 6 | 19 de agosto de 2015   | Fátima                                            |
| Todo mundo sabe que Ferdinando tem um lado cantora de cabaré. A convidada de hoje também tem essa veia artística maravilhosa: é a Fátima, uma cantora que brilha mais que picanha nas churrascarias onde ela canta! Vem ver, tá uma delícia! |                        |                                                   |
| |                        |                                                   |
| |                        |                                                   |
| 7 | 20 de agosto de 2015   | Suzy Brasil, Cumpádi Washington e Beto Jamaica    |
| O programa de hoje tá uma mistura do Brasil com o Egito! Ferdinando vai estar com Cumpádi Washington e Beto Jamaica e quer muito ser aceito como a nova morena do Tchan! Será que ele consegue? O Ferdinando Show recebe também uma drag desbocada, abusada, demônia: Suzy Brasil!! |                        |                                                   |
| |                        |                                                   |
| |                        |                                                   |
| 8 | 21 de agosto de 2015   | Sérgio Mallandro                                  |
| A produção avisou ao Ferdinando que o programa de hoje teria um boy magia... RÁ! Pegadinha do Mallandro! É isso mesmo, o Ferdinando Show vai receber Sergio Mallandro! E, claro, o show não pode parar: performances, enquetes, luz de boate e até um quadro de caracterização de drag queen garantem o babado. |                        |                                                   |
| |                        |                                                   |
| |                        |                                                   |
| 9 | 24 de agosto de 2015   | Terezinha                                         |
| Tudo em casa! Ferdinando vai receber uma grande amiga em seu talk show: Terezinha, a viúva mais fogosa do Méier! Assim como Ferdinando, ela vem do Méier e adora se montar! Vem que vai ser babado! |                        |                                                   |
| |                        |                                                   |
| |                        |                                                   |
| 10 | 26 de agosto de 2015   | Lacraia e Elke Maravilha                          |
| Quando Ferdinando ainda nem sonhava em ser uma diva, a convidada de hoje já era destruidora, bafônica, arrasava na montação! O Ferdinando Show vai receber a incrível Elke Maravilha! E tem também o Lacraia, um dos genros da Dona Jô! Agora você vê, umas com dois namorados, outras sem nenhum... Mundo injusto, gente ba-ba-ca! |                        |                                                   |
| |                        |                                                   |
| |                        |                                                   |
| 11 | 27 de agosto de 2015   | Filó                                              |
| Uma trabalhadora brasileira muito carismática vai dar as caras no Ferdinando Show de hoje! É a Filó, uma das domésticas mais famosas desse Brasil! |                        |                                                   |
| |                        |                                                   |
| |                        |                                                   |
| 12 | 28 de agosto de 2015   | Nany People                                       |
| Hoje é dia de receber uma senhora que é destruidora mesmo, viu, viado? Nany People destrói as inimigas com golpes de leque e hoje vai arrasar no Ferdinando Show. |                        |                                                   |
| |                        |                                                   |
| |                        |                                                   |
| 13 | 31 de agosto de 2015   | Alcione e Seu Wilson                              |
| Sabe Rihanna, aquela cantora maravilhosa, sucesso internacional, diva? Então, a maior inspiração da vida dela é a convidada de hoje do Ferdinando Show! Isso mesmo, o programa vai receber a rainha Alcione! E tem também o querido Wilson, um amigo de longa data do Ferdinando! |                        |                                                   |
| |                        |                                                   |
| |                        |                                                   |
| 14 | 2 de setembro de 2015  | Roberta Miranda                                   |
| Se você quer vencer na vida, uma das coisas mais importantes que você tem que aprender é a fazer carão. Ferdinando aprendeu a fazer carão olhando as capas dos discos da convidada de hoje, uma mulher maravilhosa, de olhar penetrante, sensual sem ser vulgar! Roberta Miranda! |                        |                                                   |
| |                        |                                                   |
| |                        |                                                   |
| 15 | 3 de setembro de 2015  | Viviane Araújo e Jupira                           |
| Se tem uma pessoa que SAMBA de salto 15 na cara da sociedade, esse alguém é a convidada de hoje: Viviane Araújo, deusa do samba e do carnaval! Ferdinando vai receber também a hilária portuguesa Jupira, pra gente rir muito! |                        |                                                   |
| |                        |                                                   |
| |                        |                                                   |
| 16 | 4 de setembro de 2015  | Dona Jô e Valesca Popozuda                        |
| Hoje só tem diva no Ferdinando Show! Tem a maravilhosa Dona Jô, dona daquela pensão incrível no Méier, onde Ferdinando teve seu talento descoberto, e a rainha-mor-bafônica-musa-dos-gays-diva-que-você-quer-copiar Valesca Popozuda! Se segura que hoje tá ba-ba-do! |                        |                                                   |
| |                        |                                                   |
| |                        |                                                   |
| 17 | 7 de setembro de 2015  | Nicole Bahls e Sanderson                          |
| O programa de hoje é pra você que tá com a autoestima lá em cima, tá se achando gata, gostosa. Porque se não tiver, amor, aviso logo: quando você vir o tamanho da coxa da convidada de hoje, vai bater uma depressão. Ou um tesão. É ela: Nicole Bahls! E tem boy também, gente! Não chega a ser um boy magia, mas dá pro gasto: é o Sanderson, motoboy corintiano da quebrada de São Paulo. Ai, motoboy é fetiche, hein? |                        |                                                   |
| |                        |                                                   |
| |                        |                                                   |
| 18 | 9 de setembro de 2015  | David Brazil, Cabrito Tévez e Lili                |
| Ferdinando tá muito chique: tem até atração internacional! Tudo bem que é ali de pertinho, da Argentina, mas tá valendo! O hermano Cabrito Teves vai brilhar no programa, ao lado da fofa Lili e do bombadíssimo David Brasil, o melhor amigo de todas as celebridades desse país! |                        |                                                   |
| |                        |                                                   |
| |                        |                                                   |
| 19 | 10 de setembro de 2015 | Juninho Play e Dona Déa                           |
| Hoje o Ferdinando vai receber o trombadinha, quer dizer, o garoto mais amado do Brasil, o marrentinho Juninho Play! E também a Dona Déa, aquela FOFA, maravilhosa, mãe do popstar Paulo Gustavo! |                        |                                                   |
| |                        |                                                   |
| |                        |                                                   |
| 20 | 11 de setembro de 2015 | Fiorella Mattheis, Suzy Brasil e Presidente Dilma |
| “Hoje vai ser uma festa...” Hoje é aniversário do Ferdinando, essa data especial, o dia em que se comemora a estreia dele nesse mundo, quando Deus falou: “Tá pronta, bee, agora desce e arrasa!”. E o Ferdinando Show hoje tá uma festa, vai bombar mais que o casamento da Preta! Tem Suzy Brasil, Fiorella e a presidenta Dilma! |                        |                                                   |
| |                        |                                                   |
| |                        |                                                   |

### 2ª temporada (2016)
| N.º | Data de exibição    | Convidado(s)                                                  |
| --- | ------------------- | ------------------------------------------------------------- |
| 1 | 20 de junho de 2016 | Preta Gil                                                     |
| Na estreia da segunda temporada, Ferdinando recebe a diva Preta Gil em seu sofá. Preta relembra o sucesso "Sinais de Fogo" com a plateia do programa e ainda tem um encontro muito especial com a celebridade da internet Romagaga, sua Lacrafã número 1. Ferdinando fez ainda uma homenagem à cantora Kelly Key, dublando o sucesso "Barbie Girl". |                     |                                                               |
| |                     |                                                               |
| |                     |                                                               |
| 2 | 22 de junho de 2016 | Lady Kate                                                     |
| A ricaça Lady Kate é a convidada deste episódio do Ferdinando Show e vai levar muito "gramour" ao "pograma". No quadro Soletrando Palavras Pintosas, Ferdinando desafia Lady Kate a soletrar palavras do dialeto gay, arrancado risadas da plateia. O momento diva do dia fica por conta do musical inspirado em Whitney Houston. Ferdinando dubla "I Will Always Love You" e "Queen of The Night":                                                                 |                     |                                                               |
| |                     |                                                               |
| |                     |                                                               |
| 3 | 23 de junho de 2016 | Mr. Catra                                                     |
| Ferdinando já foi comprar um teste de gravidez! É que ele se sentou no sofá junto com Mr. Catra, seu convidado neste episódio. O número musical bafônico da noite foi "Bang", de Anitta, numa interpretação diva de Ferdinando. |                     |                                                               |
| |                     |                                                               |
| |                     |                                                               |
| 4 | 24 de junho de 2016 | Suzy Brasil, Lexa e Gracyanne Barbosa                         |
| Ferdinando tá diva, tá babadeira e tá Hebe: ganhou um sofá, onde recebe vários convidados, como Lexa, Gracyanne Barbosa e Suzy Brazil. No quadro Para quem Você Perde Um Agué, os convidados tiveram que responder se perdiam ou não um agué para as pessoas que apareciam nas fotos no telão. Lexa e Gracyanne foram surpreendidas com as fotos de seus companheiros, MC Guimê e Belo. No musical bafônico da noite, Ferdinando dubla Rita Lee com "Eva Venenosa". |                     |                                                               |
| |                     |                                                               |
| |                     |                                                               |
| 5 | 27 de junho de 2016 | Gaby Amarantos                                                |
| A rainha do tecnobrega está no Ferdinando Show: Gaby Amarantos! Que luxo! Com Ferdinando no palco, Gaby Amarantos cantou seus principais sucessos e participou do quadro "Soletrando palavras pintosas". Foi babado! No momento mais bafônico da noite, Ferdinando se veste de Paquito e dança "Sonho de Verão": |                     |                                                               |
| |                     |                                                               |
| |                     |                                                               |
| 6 | 29 de junho de 2016 | Tiago Barnabé                                                 |
| Ai, que loucura! O sexto episódio da segunda temporada tem Narcisa Tamborindeguy e Luciana Gimenez, na versão do humorista Tiago Barnabé, que imita as duas. A imitação de Tiago Barnabé para Luciana Gimenez arrancou gargalhadas da plateia no quadro Soletrando Palavras Pintosas. Em seu tradicional número musical, Ferdinando se veste de vampira para dublar "Sympathy For The Devil", música de The Rolling Stones.                                         |                     |                                                               |
| |                     |                                                               |
| |                     |                                                               |
| 7 | 30 de junho de 2016 | Sidney Magal                                                  |
| Ferdinando é mesmo uma Diva. Na abertura deste episódio, ele interpreta Gal Costa em "Brasil, mostra a tua cara" com direito a troca de vestido e tudo mais! O convidado da vez é o sex symbol Sidney Magal. Magal divertiu o público contando histórias de loucuras que suas fãs já fizeram. No Desafio Babadeiro, Ferdinando enfrenta seu entrevistado dublando uma música do próprio adversário.                                                                 |                     |                                                               |
| |                     |                                                               |
| |                     |                                                               |
| 8 | 01 de julho de 2016 | Suzy Brasil, Ludmilla, Paulinho Serra e Silvetty Montilla     |
| Suzy Brasil e Silvetty Montilla divertiram o público implicou uma contra a outra. |                     |                                                               |
| |                     |                                                               |
| |                     |                                                               |
| 9 | 04 de julho de 2016 | Bella Falconi e Rose                                          |
| o programa recebe a participação de Rose, a doméstica mais popular do Brasil, pórem, a dona de casa se empolga e pede para ser entrevistada, ficando até o final ao lado de Bella Falconi. |                     |                                                               |
| |                     |                                                               |
| |                     |                                                               |
| 10 | 06 de julho de 2016 | Ceará                                                         |
| Olha que Chique! este episodio tem o patrão Silvio Santos (Ceará) com Ferdinando no Palco. |                     |                                                               |
| |                     |                                                               |
| |                     |                                                               |
| 11 | 07 de julho de 2016 | Pedro Manso                                                   |
| Neste episodio, Ferdinando Recebe o ator Pedro Manso, que divertiu a plateia com suas imitações. |                     |                                                               |
| |                     |                                                               |
| |                     |                                                               |
| 12 | 08 de julho de 2016 | DJ Marlboro, MC Bin Laden, MC Sapão, Buchecha e Carol Sampaio |
| como o programa é em Homenagem ao aniversário de Ferdinando, cada convidado vai dar um presentinho para o Concierge. |                     |                                                               |
| |                     |                                                               |
| |                     |                                                               |
| 13 | 11 de julho de 2016 | Kelly Key                                                     |
| E vai levar ainda mais Glamour ao Talk Show do concierge. A cantora assume o desafio de fazer os bofes magicas de cachorrinho e eles dão patinha, bebem leitinho e fazem pipi. |                     |                                                               |
| |                     |                                                               |
| |                     |                                                               |
| 14 | 13 de julho de 2016 | Gustavo Mendes                                                |
| o humorista Gustavo Mendes encarna Maria Bethânia no palco do Ferdinando Show e explica por que a música baiana sofre preconceito. |                     |                                                               |
| |                     |                                                               |
| |                     |                                                               |
| 15 | 14 de julho de 2016 | Tati Quebra Barraco                                           |
| Tati Quebra Barraco, Karina Bacchi, Suzy Brasil, Thales Sabino e Estevão Delgado são os convidados do maravilhoso sofá do Ferdinando Show. |                     |                                                               |
| |                     |                                                               |
| |                     |                                                               |
| 16 | 15 De Julho de 2016 | Fafá de Belém, MC Carol, Lindsay Paulino e Suzy Brasil.       |
| Vermelho! no último episódio da segunda temporada, Ferdinando recebe a bafônica Fafá de Belém, Além de MC Carol, Lindsay Paulino e Suzy Brasil. |                     |                                                               |
| |                     |                                                               |
| |                     |                                                               |

### 3ª temporada (2017)
| N.º | Data de exibição       | Convidado(s)                                                                       |
| --- | ---------------------- | ---------------------------------------------------------------------------------- |
| 1 | 09 de agosto de 2017   | Marília Mendonça                                                                   |
| Para abrir a temporada de Ferdinando Show, Ferdinando, o concierge mais glamuroso do Brasil, recebe a cantora sertaneja Marília Mendonça e a entrevista depois de cantar "10%", de Maiara e Maraísa.           |                        |                                                                                    |
| |                        |                                                                                    |
| |                        |                                                                                    |
| 2 | 10 de agosto de 2017   | Whindersson Nunes                                                                  |
| Ferdinando entrevista o youtuber Whindersson Nunes. Algumas pessoas da plateia brincam de torta na cara, respondendo perguntas sobre o Whindersson                                                             |                        |                                                                                    |
| |                        |                                                                                    |
| |                        |                                                                                    |
| 3 | 11 de agosto de 2017   | Nego do Borel                                                                      |
| Ferdinando entrevista o cantor Nego do Borel, que canta o sucesso "Você Partiu Meu Coração" e dá um selinho no apresentador. Além disso, a mãe do Nego grava uma mensagem emocionante para o cantor.           |                        |                                                                                    |
| |                        |                                                                                    |
| |                        |                                                                                    |
| 4 | 14 de agosto de 2017   | Xand Avião, Cacau Protásio, Thaynara OG, Scheila Carvalho e Suzi Brasil            |
| Ferdinando entrevista Xand, Cacau Protásio, Thaynara OG, Scheila Carvalho e Suzi Brasil, além de trazer quadros como "Saparaoke", "Quero ser Ferdinando" e "Ferdinando Fashion Day".                           |                        |                                                                                    |
| |                        |                                                                                    |
| |                        |                                                                                    |
| 5 | 16 de agosto de 2017   | Anitta                                                                             |
| O concierge mais glamuroso do Brasil, Ferdinando (Marcus Majella) entrevista ninguém menos do que Anitta e traz quadros como “Fala que eu te escuto, viado” e “Número Musical”.                                |                        |                                                                                    |
| |                        |                                                                                    |
| |                        |                                                                                    |
| 6 | 17 de agosto de 2017   | Rafael Infante                                                                     |
| Depois de uma performance de "50 Reais", de Naiara Azevedo, Ferdinando entrevista o ator Rafael Infante, que passa um trote para uma farmácia.                                                                 |                        |                                                                                    |
| |                        |                                                                                    |
| |                        |                                                                                    |
| 7 | 18 de agosto de 2017   | Léo Santana                                                                        |
| O concierge Ferdinando entrevista o cantor Léo Santana e traz quadros como “Fala que eu te escuto, viado” e “Número Musical”.                                                                                  |                        |                                                                                    |
| |                        |                                                                                    |
| |                        |                                                                                    |
| 8 | 21 de agosto de 2017   | Hugo Gloss                                                                         |
| Ferdinando entrevista Hugo Gloss. Fazem quadros como "Saparaoke" e "Ferdinando Fashion Day". Além disso, Gloria Groove faz uma participação especial.                                                          |                        |                                                                                    |
| |                        |                                                                                    |
| |                        |                                                                                    |
| 9 | 23 de agosto de 2017   | Maiara & Maraisa                                                                   |
| Depois de fazer uma performance da música "Infiel", de Marília Mendonça, o concierge mais glamuroso do Brasil, Ferdinando, entrevista as cantoras Maiara e Maraisa.                                            |                        |                                                                                    |
| |                        |                                                                                    |
| |                        |                                                                                    |
| 10 | 24 de agosto de 2017   | Rossicléa                                                                          |
| Ferdinando faz uma performance da música "Bad Romance" e entrevista Rossicléa (Valéria Vitoriano), além de fazer quadros como "Soletrando".                                                                    |                        |                                                                                    |
| |                        |                                                                                    |
| |                        |                                                                                    |
| 11 | 25 de agosto de 2017   | Pabllo Vittar                                                                      |
| Ferdinando dubla a música “Como uma Deusa”, com figurino semelhante ao da cantora Rosana e entrevista a drag queen Pabllo Vittar.                                                                              |                        |                                                                                    |
| |                        |                                                                                    |
| |                        |                                                                                    |
| 12 | 28 de agosto de 2017   | Gabriela Pugliesi                                                                  |
| Ferdinando, as drags Rogerio de Souza e José Thiago e seis bailarinos reproduzem no palco o clipe “Loka”, de Simone & Simaria e Anitta. Depois, ele entrevista a musa fitness Gabriela Pugliesi.               |                        |                                                                                    |
| |                        |                                                                                    |
| |                        |                                                                                    |
| 13 | 30 de agosto de 2017   | Gretchen                                                                           |
| O concierge mais glamuroso do Brasil canta a música "Open Bar", de Pabllo Vittar, e depois entrevista Gretchen, a rainha da internet.                                                                          |                        |                                                                                    |
| |                        |                                                                                    |
| |                        |                                                                                    |
| 14 | 31 de agosto de 2017   | Xuxeta                                                                             |
| Ferdinando dubla “O Canto da Cidade”, de Daniela Mercury enquanto drags cantam e dançam atrás do trio. Depois, ele entrevista Xuxeta (Lindsay Paulino).                                                        |                        |                                                                                    |
| |                        |                                                                                    |
| |                        |                                                                                    |
| 15 | 01 de setembro de 2017 | Gominho                                                                            |
| O concierge mais glamuroso do Brasil, Ferdinando entrevista Gominho. Gloria Groove canta Gloriosa e o episódio conta com a participação especial de Samara Rios como Ivete Sangalo e da bateria da Grande Rio. |                        |                                                                                    |
| |                        |                                                                                    |
| |                        |                                                                                    |
| 16 | 04 de setembro de 2017 | Cristina, Milton Cunha, Neguinho da Beija Flor, Monique Alfradique e DJ Rapha Lima |
| O concierge mais glamuroso do Brasil recebe Teresa Cristina, Milton Cunha, Neguinho da Beija Flor, Monique Alfradique e DJ Rapha Lima. Destaques de escolas de samba fazem uma participação especial.          |                        |                                                                                    |
| |                        |                                                                                    |
| |                        |                                                                                    |

### 4ª temporada –O Game(2018)
| N.º | Data de exibição      | Convidado(s)                       |
| --- | --------------------- | ---------------------------------- |
| 1 | 22 de outubro de 2018 | Maiara X Maraisa                   |
| As cantoras gêmeas que conquistaram o Brasil lutam pela vitória no programa. Com muita diversão, briguinhas entre irmãs e competição, esse programa promete mexer com seu humor e coração.                                     |                       |                                    |
| |                       |                                    |
| |                       |                                    |
| 2 | 23 de outubro de 2018 | Ludmilla X Lexa                    |
| As cantoras lutam pela vitória passando pelas seguintes provas: Quiz pensa rápido, quiz pop, piscina de emoji e essa estrela é minha.                                                                                          |                       |                                    |
| |                       |                                    |
| |                       |                                    |
| 3 | 24 de outubro de 2018 | Preta Gil X Fiorella Mattheis      |
| A cantora e a atriz disputam os jogos sem perder o espírito esportivo. Elas arrasam nos games: Bomba, quiz pop, pirando o cabeção e quem tá fora quer entrar.                                                                  |                       |                                    |
| |                       |                                    |
| |                       |                                    |
| 4 | 25 de outubro de 2018 | Bella Falconi X Rafael Infante     |
| A Musa Fitness, Bella Falconi e Rafael Infante, o Éricsson do Vai que Cola, disputam com muito bom humor nos games: Quiz pensa rápido, quiz pop, mão boba e piscina de emoji.                                                  |                       |                                    |
| |                       |                                    |
| |                       |                                    |
| 5 | 26 de outubro de 2018 | Gabriel Louchard X David Brazil    |
| O humorista e mágico Gabriel Louchard enfrenta o divertido David Brazil. Eles se jogam nas provas: bomba, quiz pop, caindo na dança e subindo na vida!                                                                         |                       |                                    |
| |                       |                                    |
| |                       |                                    |
| 6 | 29 de outubro de 2018 | Ceará X Mirella Santos             |
| O casal bem humorado fica com sangue nos olhos ao mostrar a sua competitividade no game. Eles passaram pelos jogos: Bomba, quiz pop, essa estrelinha é minha e subindo na vida.                                                |                       |                                    |
| |                       |                                    |
| |                       |                                    |
| 7 | 30 de outubro de 2018 | Tirullipa X Cacau Protásio         |
| Cacau, a Terezinha do Vai que Cola e Tirullipa se jogam nas provas arrancando gargalhadas do público e derrotando o mau humor. Eles arrasam nas provas: Quiz pensa rápido, quiz pop, estica e puxa e quem tá fora quer entrar. |                       |                                    |
| |                       |                                    |
| |                       |                                    |
| 8 | 31 de outubro de 2018 | Thammy Miranda X Luis Lobianco     |
| Os atores se jogam divertindo o público. Lobianco, o Reginel do Vai que Cola, com seu super bom humor e Thammy fala da sua mãe, Gretchen. Eles passaram pelas provas: Bomba, quiz pop, caindo na dança e piscina de emoji.     |                       |                                    |
| |                       |                                    |
| |                       |                                    |
| 9 | 1 de novembro de 2018 | Solange Almeida X Valesca Popozuda |
| As cantoras soltam a voz e as feras e mostram sua competitividade no programa. Elas se jogam nos games: Quiz pensa rápido, quiz pop, mão boba e estica e puxa.                                                                 |                       |                                    |
| |                       |                                    |
| |                       |                                    |
| 10 | 2 de novembro de 2018 | Letícia Lima X Titi Müller         |
| As atrizes e apresentadoras divertem o público na disputa mostrando espontaneidade e humor afiado. Elas vão dar tudo de si nas provas: Bomba, quiz pop, caindo na dança e subindo na vida.                                     |                       |                                    |
| |                       |                                    |
| |                       |                                    |
| 11 | 5 de novembro de 2018 | Giovanna Ewbank X Isabeli Fontana  |
| A linda atriz e a super model disputam o game que foi pautado por adrenalina e emoção. Elas se jogaram nas provas: Bomba, quiz pop, pirando o cabeção e estica e puxa.                                                         |                       |                                    |
| |                       |                                    |
| |                       |                                    |
| 12 | 6 de novembro de 2018 | Thaynara OG X Paula Fernandes      |
| As meninas lutam pela vitória passando pelas provas: Quiz pensa rápido, quiz pop, mão boba e piscina de emoji. |                       |                                    |
| |                       |                                    |
| |                       |                                    |
| 13 | 7 de novembro de 2018 | Jojo Todynho X Adriane Galisteu    |
| A hit maker Jojô Todynho e a musa Adriane Galisteu divertem o público na disputa das provas: Bomba, quiz pop, caindo na dança e quem tá fora quer entrar.                                                                      |                       |                                    |
| |                       |                                    |
| |                       |                                    |
| 14 | 8 de novembro de 2018 | Monique Alfradique X Bruno de Luca |
| A dupla de atores diverte o público ao se jogar com tudo nos jogos: Bomba, quiz pop, essa estrelinha é minha e subindo na vida.                                                                                                |                       |                                    |
| |                       |                                    |
| |                       |                                    |
| 15 | 9 de novembro de 2018 | Wanessa Camargo X Gusttavo Lima    |
| Os cantores sertanejos divertem o público mostrando que pro povo da roça ganhar é coisa séria. Eles participaram dos jogos: Quiz pensa rápido, quiz pop, estica e puxa e quem tá fora quer entrar.                             |                       |                                    |
| |                       |                                    |
| |                       |                                    |